# Ligne de tramway 2 (ELRT)
 (janvier 2022).
Pour les articles homonymes, voir Ligne 2.
La ligne 2 est une ancienne ligne de tramway de l'Électrique Lille Roubaix Tourcoing. Exploitée entre le 2 mai 1908 et le 15 juillet 1956, la ligne reliait Lille à Leers, elle faisait partie au même titre que les lignes du Grand Boulevard des lignes départementales de l'ELRT.

## Histoire
La ligne est mise en service en traction électrique le 2 mai 1908 par l'Électrique Lille Roubaix Tourcoing, l'inauguration s'étant déroulée le 12 avril précédent. Elle relie la ville de Lille à Leers par Fives et les communes d'Hellemmes, Flers, Hem, Lannoy et Lys-lez-Lannoy, le terminus de Lille est situé à la gare place des Buisses, celui de Leers est situé place de Leers devant l'église Saint-Vaast. En 1913, la construction d'une passerelle au lieu-dit du Petit Lannoy permet de supprimer le passage à niveau.
En 1930, l'exploitation de la ligne est renforcée par la création de services partiels limités à la Chapelle d'Éloques à Hellemmes (2N) et à Lannoy (2 barré). En mars 1935, le terminus de la ligne est ramené à Lys-lez-Lannoy Rue de Leers, le tronçon Lys-lez-Lannoy - Leers est repris par la ligne T du réseau urbain de l'ELRT, cette reprise sera éphémère, la ligne T étant supprimée dès 1936. Entre 1936 et 1947, le terminus est à plusieurs reprises déplacé, d'abord à Lannoy Rue des Bouchers en 1936, puis à divers endroits pendant la guerre pour finalement être reporté en 1947 à Hem Bifur. Des services partiels viennent renforcer la ligne de Lille à la Chapelle d'Eloques et Flers Bourg.
Le 18 janvier 1954, le terminus de la ligne est déplacé de la gare à la place du Théâtre. Son exploitation est jumelée avec celle de la ligne 5. Le terminus de la ligne est par ailleurs reporté à Flers Bourg.
À la suite de la création en 1956 d'un syndicat mixte des transports regroupant 18 villes dont Lille, ce dernier provoque un échange de lignes entre la Compagnie générale industrielle de transports (CGIT) et l'Électrique Lille Roubaix Tourcoing. Les lignes 2 et 5 de l'ELRT sont supprimées le 15 juillet 1956, leur exploitation est confiée à la CGIT qui les exploite par autobus sous l'indice K. La CGIT abandonne en échange l'exploitation du tronçon Mons-en-Barœul - Roubaix de la ligne de tramway F qui est cédé à l'ELRT et exploité par autobus sous l'indice 21.

## Matériel roulant

### Type 10
À sa mise en service en 1908, la ligne est exploitée au moyen de motrices de type 10 (série 11-50). Ce type va constituer l'unique matériel en service sur la ligne jusqu'à sa suppression en 1956.
En 1924, ces motrices sont légèrement modifiées par le remplacement de leur face avant. En 1934, 20 motrices sont rénovées dans le style des nouvelles motrices 600 de l'ELRT. 10 d'entre-elles sont constituées en 5 trains réversibles de 2 motrices chacun.
Par ailleurs à l'arrivée des motrices 500 en 1950, la ligne aérienne à Lille et sur les lignes du Grand Boulevard ayant été modifiée pour la prise de courant par pantographe, les motrices sont équipées d'un pantographe mais conservent également la perche, le tronçon entre Flers et Hem ne permettant pas l'exploitation par pantographe.

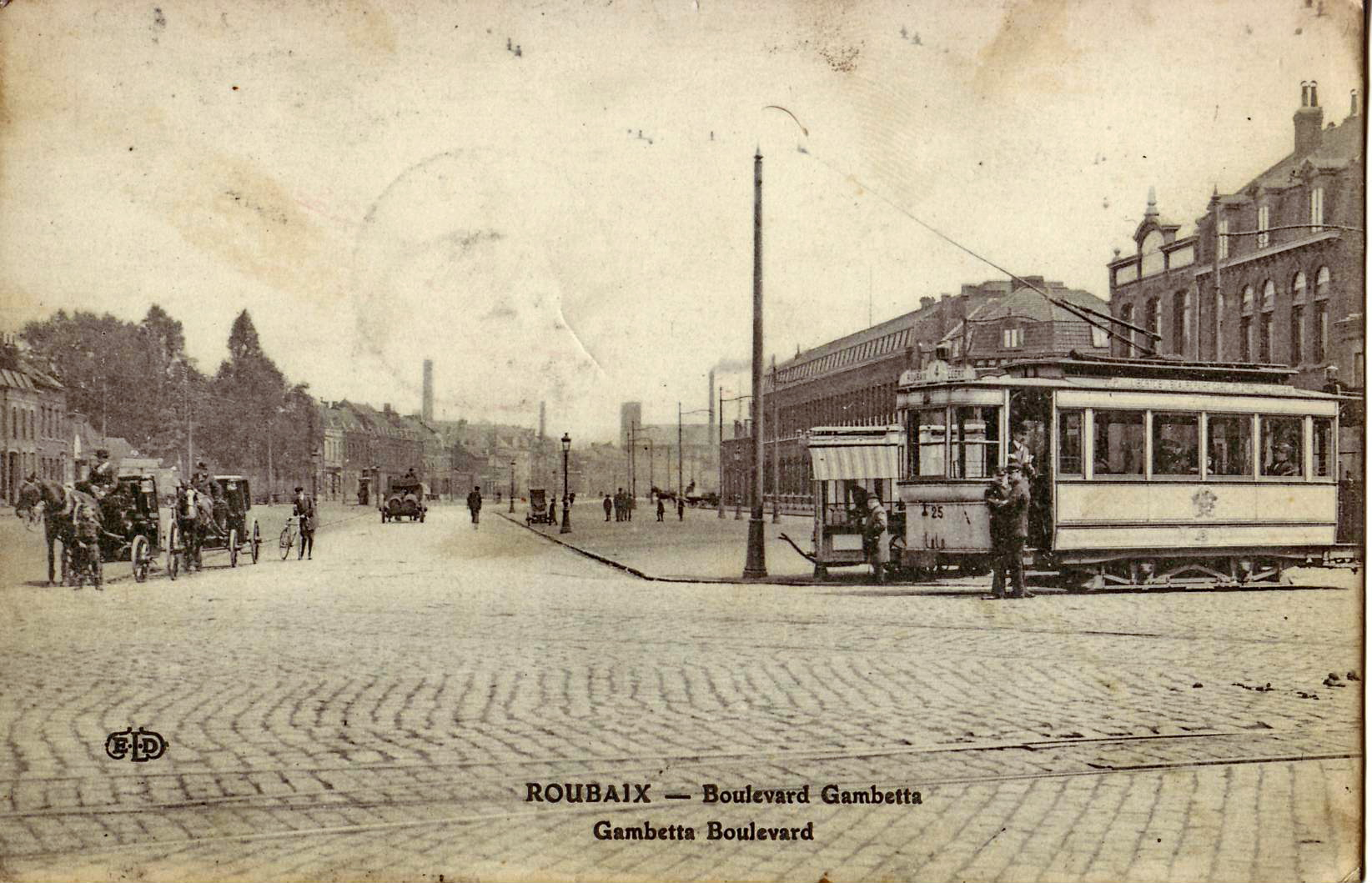
Motrice type 10 en état d'origine.
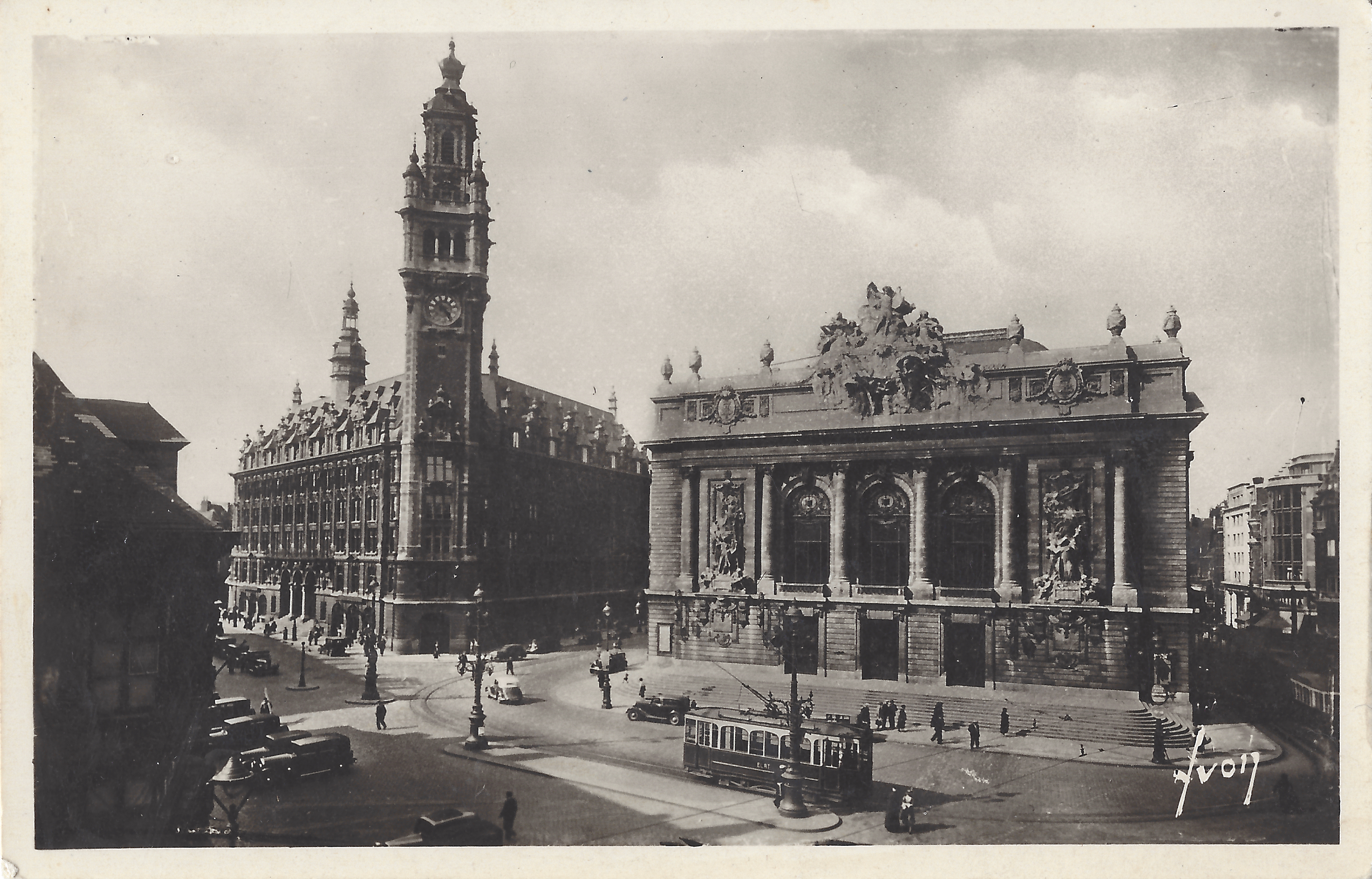
Motrice type 10 modernisée (1934).

### Remisage
Le remisage du matériel est à l'origine effectué au dépôt de Leers la ligne étant isolée à Lille des lignes du Grand Boulevard dont le terminus est situé place du Théâtre. Par la suite, une voie de service est construite entre la place des Buisses et le boulevard Carnot par les rues des Buisses, du Vieux Faubourg, du Lombard et des Jardins qui permet de remiser le matériel au dépôt de Marcq. La section Lys-lez-Lannoy - Leers étant par ailleurs abandonnée en 1935, le dépôt de Leers est abandonné en 1936.

## Vestiges
Aujourd'hui subsiste le dépôt de Marcq où le remisage des motrices de la ligne était effectué ainsi que la sous-station de l'ancien dépôt de Leers aujourd'hui reconvertie en logements.